# Hagmeule
Hagmeule was een havezate in het richterambt Delden, gelegen in de buurschap Bentelo, tegenwoordig deel van de Nederlandse gemeente Hof van Twente. De havezate was genoemd naar de eveneens verdwenen watermolen de Hagmolen.

## Geschiedenis
Het erf Hagmeule wordt voor het eerst vermeld rond het jaar 1335, het was toen een hofhorig goed, behorende onder de Hof Wedehoen.
Bezitters waren tot 1383 Berend ter Hagmeule en zijn zus Gese, die het in dat jaar verkochten aan Johan den Vranken. Hendrik Sonnenberg verkocht het erf vervolgens in 1479 aan Johan van Barmentlo en zijn vrouw Bye Wilminck. Johan van Barmentlo vestigde zich in 1494 als eerste op de Hagmeule, wat hem in problemen bracht met de landrentmeester, omdat hij zelf niet horig was. Daarom werd in 1519 het kamerlinggoed Hagmolen, dat toen inmiddels net als de andere Twentse kamerlinggoederen onder de Hof Ootmarsum viel, uit de hofhorigheid bevrijd en tot een leengoed van de bisschop van Utrecht gemaakt. De Hagmolen begon als katerstede, maar groeit snel uit tot huys, hof en zaalstede. In 1580 werd het een havezate, dat uiteindelijk op zijn achterkleindochter Josina van Barmentlo en haar man Herman van Welvede tot de Klenke vererfde. Hun nazaten verkochten Hagmeule in 1644 aan Johan van Laer. Vervolgens kwam het door huwelijk in handen van de familie Bentinck.
In de achttiende eeuw was de havezate achtereenvolgens bezit van de families Van Harde (1721-1727), De Mahony tot Boekelo (1727-1746), Van Wassenaer Obdam tot Twickel (1746-1774). Carel George van Wassenaer Obdam verkocht Hagmeule in 1774 aan Frederik Gijsbert van Dedem. Voor 1820 is de havezate gesloopt. In 1840 verkochten de erven Van Dedem de Hagmeule aan Alef ten Heggeler, een boer uit Hengevelde. Jan Willem ten Heggeler verkocht het goed in 1880 aan het landgoed Twickel, waartoe het nog steeds behoort.

## Onderzoek
Een groep amateurarcheologen, onder leiding van directeur A.L. Hulshoff van Rijksmuseum Twenthe, deed in 1982 onderzoek naar ondergrondse resten van de havezate door middel van het graven van proefsleuven. Het bouwwerk bleek zeer grondig uitgebroken, er werd maar weinig muurwerk aangetroffen. Wel vond men een grote hoeveelheid laatmiddeleeuws aardewerk en andere gebruiksvoorwerpen.

## De Hagmolen
De havezate ontleende haar naam aan de watermolen de Hagmolen, die al in de veertiende eeuw bestaan moet hebben. De molen lag aan de Hagmolenbeek. In 1675 was het een oliemolen. In de negentiende eeuw werd er koren gemalen. De molen brandde af in 1866 en werd niet herbouwd.
Backenhagen · Dubbelink · Hagmeule · Huis Hengelo · Oldemeule · Twickel
Huis Almelo · Backenhagen · Bellinckhof · Beugelskamp · Beverfeurde · Hof te Boekelo · Borgbeuningen · Brecklenkamp · Huis Diepenheim · Dubbelink · Eeshof · Elsen · Everlo · Eversberg · Grimberg · Grotenhuis · Hagmeule · Heeckeren · Huis Hengelo · Herinckhave · Hoikink · Kevelham · Nijenhuis · Noorddeurningen · Oldemeule · Oldenhof · Olidam · Oosterhof · Huis te Ootmarsum · Pekkedam · Huis Saasveld · Scherpenzeel · Singraven · Stoevelaar · Twickel · Warmelo · Weemselo · Wegdam · Weldam · Weleveld · Westerflier · Woeste
Den Aalshorst · Den Alerdinck · Huis Almelo · Arkelstein · Averbergen · Azoelen · Backenhagen · Bellinckhof · Den Berg · Huis Bergentheim · Beugelskamp · Beverfeurde · Blankena · Hof te Boekelo · Borgbeuningen · Havezate Boskamp · Boxbergen · Havezate Brecklenkamp · Bredenhorst · Buckhorst · Campherbeek · Colckhof · Den Dam · Huis Diepenheim · Dingshof · Dubbelink · Kasteel Eerde · Egede · Havezate Elsen · Everlo · Landgoed Frieswijk · Glinthuis · Huis Gramsbergen · Grimberg · Grotenhuis · De Haere · Haerst · Hagmeule · Slot Hardenberg · Huis Heeckeren · Huis Hengelo · Herxen · Hofstede · Hogenhof · Hondeborg · Katenhorst · Kevelham · Kranenburg · De Kuile · Het Laar · Leemcule · Luttenberg · Mataram · Mennigjeshave · Nijenhuis (Diepenheim) · Nijenhuis (Olst-Wijhe) · Oldemeule · Olidam · Oosterhof · Huis te Ootmarsum · Den Ordel · Pekkedam · Pothof · Rande · Kasteel Rechteren · Het Reelaer · Rhaan · Rutenberg · Huis Saasveld · Havezate Schoonheten · Havezate Schuilenburg · Singraven · Stoevelaar · Kasteel Toutenburg · Twickel · Vechterweerd · Venebrugge · Kasteel Voorst · Warmelo · Wegdam · Weldam · Weleveld · Huis Werkeren · Westerflier · Wittenstein · Zuthem